# Katholische Pfarrkirche Lutzmannsburg

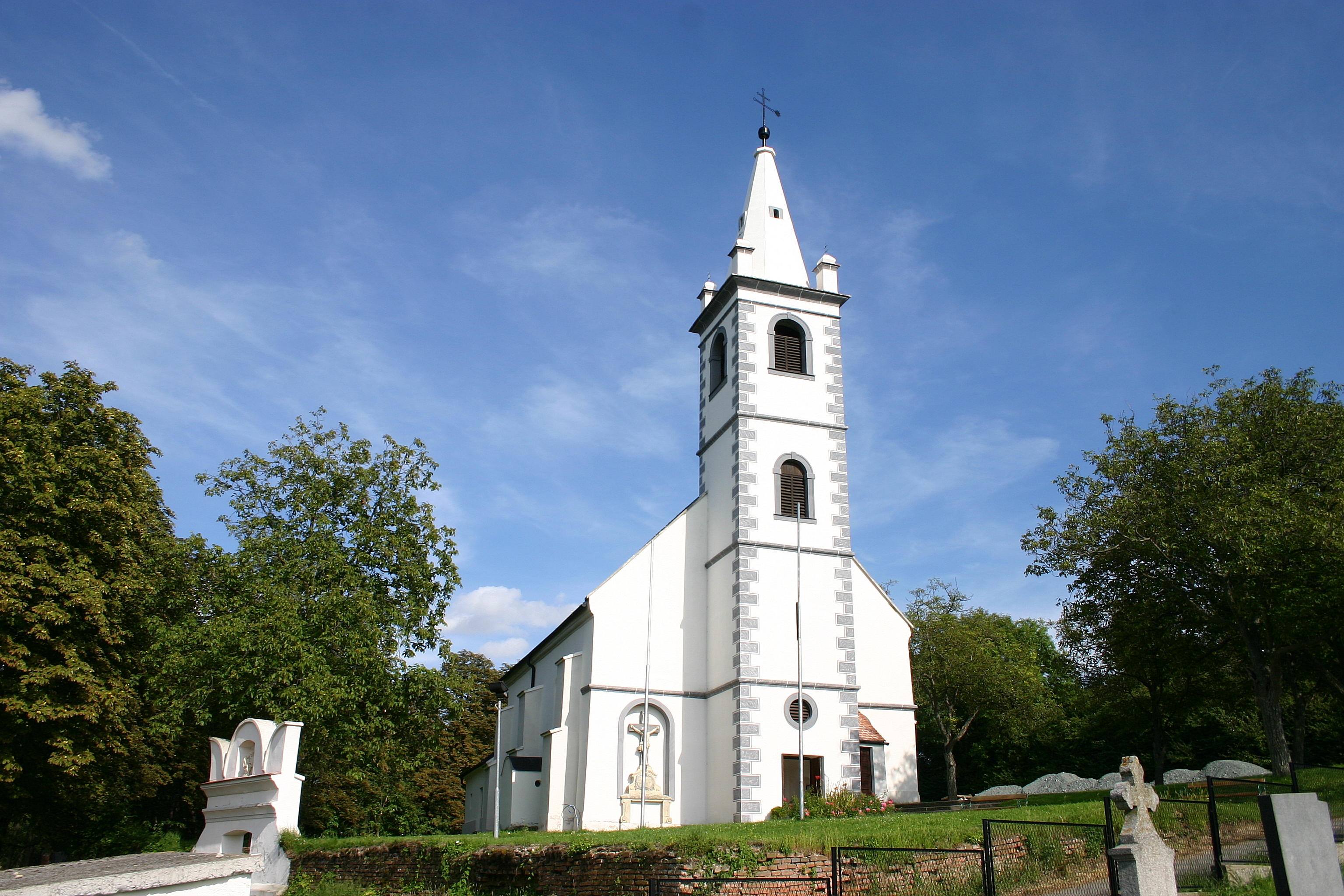
Pfarrkirche Lutzmannsburg

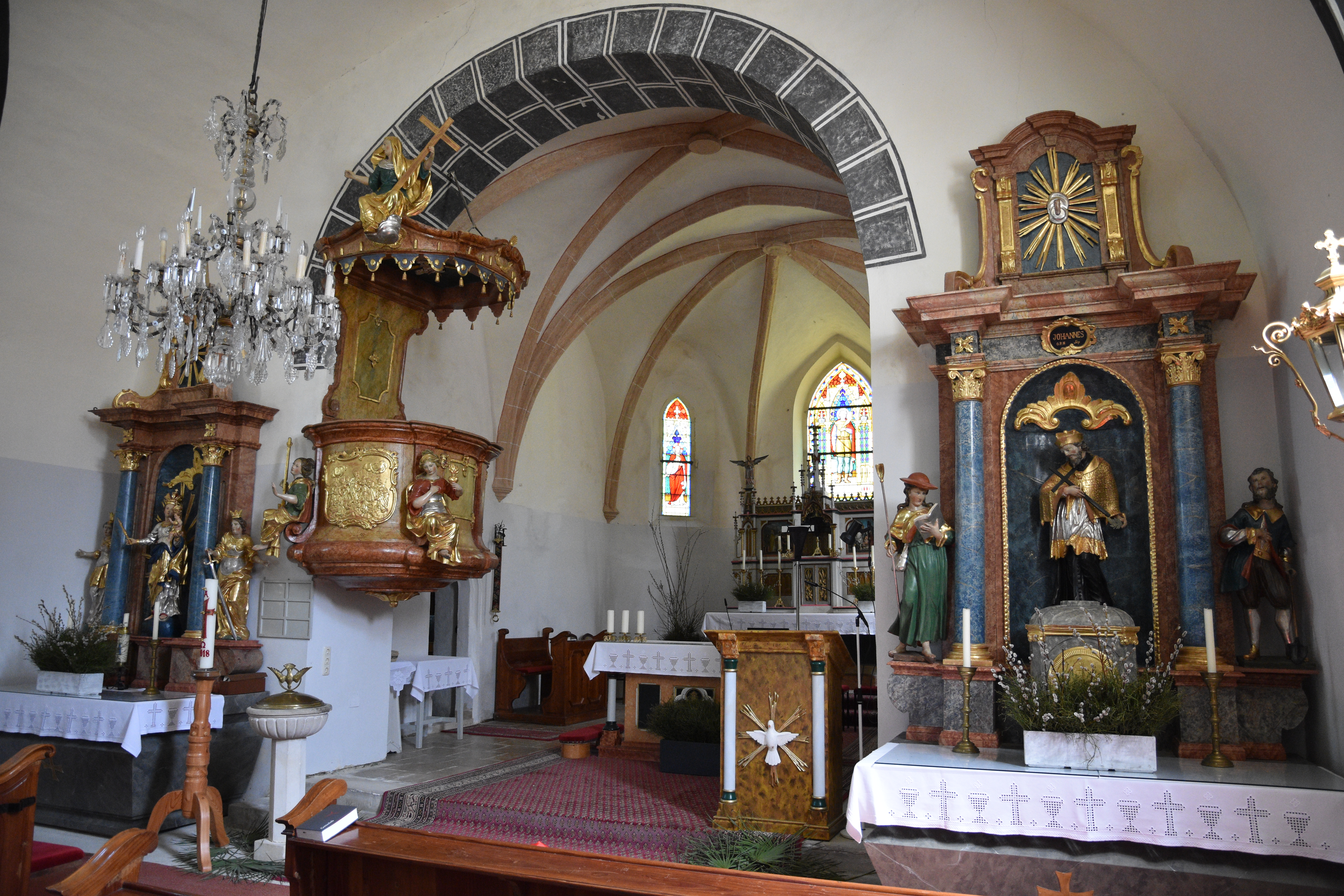
Der Innenraum der Kirche

Die römisch-katholische Pfarrkirche Lutzmannsburg steht auf dem Kirchberg mitten auf dem Friedhof in der Ortschaft Lutzmannsburg (kroatisch Lucman, ungarisch Locsmánd) im Bezirk Oberpullendorf im Burgenland. Sie ist dem heiligen Veit geweiht und gehört zum Dekanat Großwarasdorf.

## Geschichte
Am Standort der Kirche befand sich eine Komitatsburg, eine Befestigungsanlage mit Wall und Graben. Seit 1955 werden die Fundamente der Burg mit gepflasterten Böden aus dem 12. und 13. Jahrhundert ausgegraben. Die Kirche wurde vor 1272 gegründet und nach der Reformation 1674 wiedererrichtet. Der Bau stammt im Kern aus dem Mittelalter und wurde 1673 barockisiert. Die Kirche wurde in den Jahren 1974/75 restauriert.

## Architektur
Die Kirche hat einen eingezogenen Polygonalchor aus dem 15. Jahrhundert sowie einen vorgesetzten Westturm mit steinernem Pyramidenhelm. Das rechteckige Kirchenschiff ist gedrungen. An den Langseiten sind je drei barocke Strebepfeiler. Am Chor sind einstufige Strebepfeiler, gotische Spitzbogenfenster mit Nasen in den gekehlten Laibungen. An der Nordseite des Chorjochs schließt die gotische Sakristei mit kleinen Spitzbogenfenstern an. Im viergeschoßigen Turm sind schießschartenartige Fenster eingelassen. Die Turmbemalung aus dem 17. und 18. Jahrhundert wurde 1974 rekonstruiert. An der Westwand hängt ein Kruzifix aus Stein mit Ex-Voto-Inschrift von 1779.
Die beiden Joche des Kirchenschiffes sind tonnengewölbt mit gerundeten Stichkappen. Die Fenster sind in tiefen, rundbogigen Nischen eingelassen. Ein breiter Triumphbogen trennt das Kirchenschiff vom Chorjoch. Dieses hat einen 5/8-Schluss und ist kreuzrippengewölbt. Das Gewölbe lagert auf Kegelkonsolen. Die Schlusssteine sind rund. Die gotische Tür zur Sakristei mit Nasen hängt im doppelt gekehlten Rahmen mit Wappenstein.

## Ausstattung
Der Hochaltar ist neugotisch. Die Seitenaltäre stammen aus der Mitte des 18. Jahrhunderts. Sie sind Säulenaltäre mit Aufsatz und gefassten Figuren. Auf der linken Seite befindet sich eine Madonna mit Kind zwischen der heiligen Barbara und der heiligen Katharina. Am rechten Altar ist eine Figur des heiligen Johannes Nepomuk. Dieser wird vom heiligen Joachim sowie vom heiligen Isidor flankiert.
Die Kanzel wurde Mitte des 18. Jahrhunderts geschaffen. Am Korb befinden sich ein Relief der „Erscheinung Christi“ sowie die weiblichen Sitzfiguren Liebe und Hoffnung. Am Schalldeckel ist die dritte Sitzfigur „Glaube“. An der Nordwand ist eine Kruzifix aus dem 18. Jahrhundert, an der Südwand ein Grabstein von 1723.
Die Orgel aus 1896 mit 6 Registern stammt von Gebrüder Rieger aus Jägerndorf. Die Glocke im Turm wurde 1647 von Andreas Schreiber in Graz gegossen.
Das Friedhofsportal des umliegenden Friedhofes hat Zinnen.